# Pseudosaga maculata
Pseudosaga maculata är en insektsart som först beskrevs av Heinrich Hugo Karny 1910.  Pseudosaga maculata ingår i släktet Pseudosaga och familjen vårtbitare. Inga underarter finns listade i Catalogue of Life.